# Campagne Ortbühl

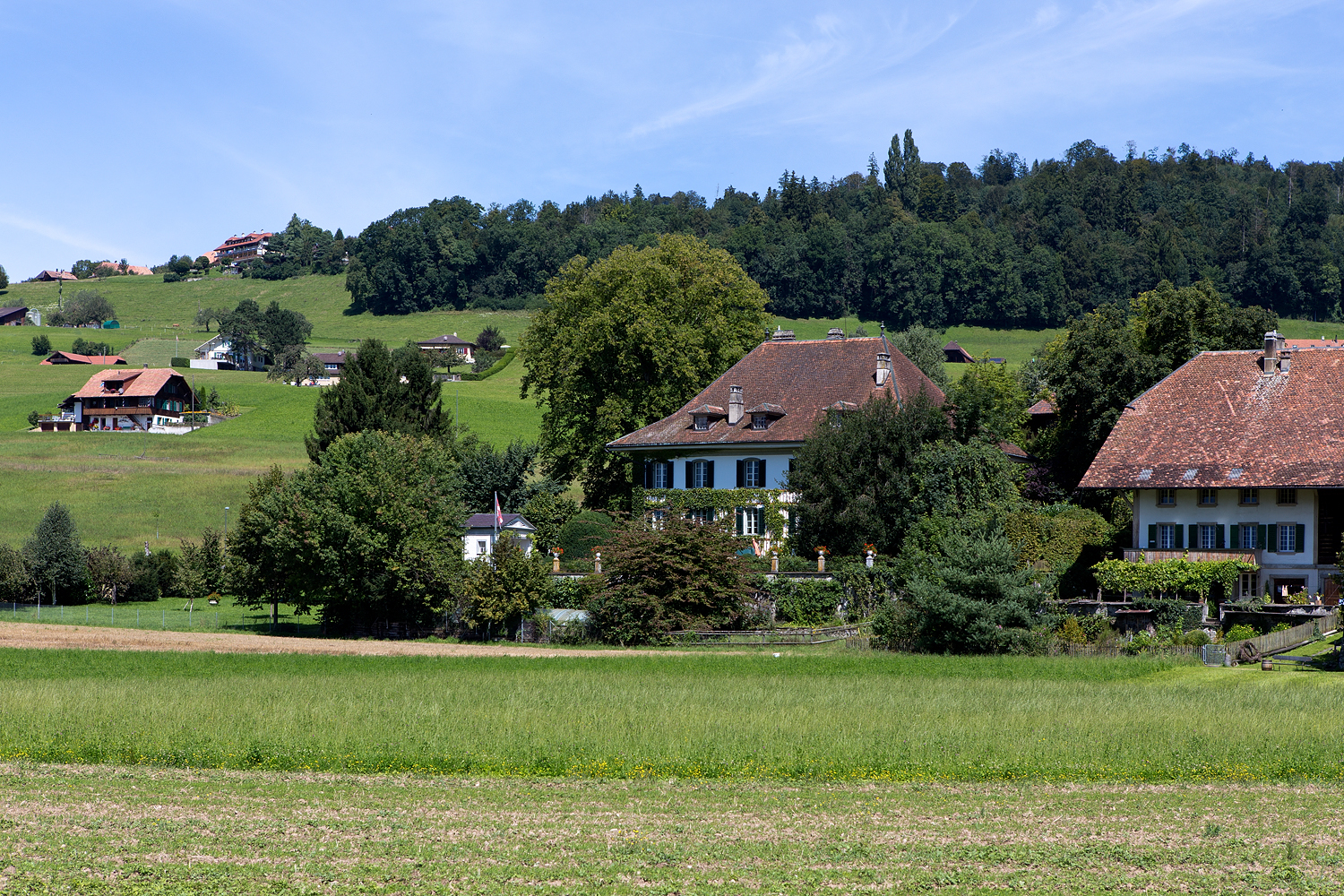
Ortbühl (2014)

Die Campagne Ortbühl ist ein 1794 bis 1796 gebauter Landsitz in der Gemeinde Steffisburg im Kanton Bern.
Carl Ahasver von Sinner erweiterte ab 1794 im Auftrag von Gottlieb Emanuel Wagner ein bestehendes Herrenhaus zur Campagne. Im 20. Jahrhundert bewohnte der Berner Architekt, Kunsthistoriker und Schriftsteller Michael Stettler das Ortbühl.